# Хелиосинхрона орбита
Хелиосинхрона орбита је геоцентрична орбита која комбинује висину и инклинацију (наклон) на такав начин да ће се објекат на тој орбити појављивати у истом положају, из перспективе Сунца, током кружења око Земље. Или другим речима, кружи на такав начин да прелази једну прецесију једном годишње. Угао сенке ће бити исти сваки пут. Ова доследна пројекција осветљења је корисна и карактеристична за сателите који сликају Земљину површину у видљивим или инфрацрвеним таласним дужинама (нпр. метеоролошки и шпијунски сателити), а служи и за даљинску детекцију других сателита (нпр оних који захтевају сунчеву светлост). Хелиосинхрони сателити могу прећи преко екватора дванаест пута дневно, сваки пут на приближно 15:00 часова по локалном времену. Ово се постиже тако што се оскулаторно-орбитална инклинација (закренуће) остварује приближно један степен сваки дан у односу на небеску сферу, на исток, да иде у корак са Земљиним кретањем око Сунца.
Типичне хелиосинхроне орбите су око 600-800 км у висини, са периодима од 96-100 минута, а инклинације око 98 степени (тј. мало је ретроградна у односу на смер ротације Земље, јер: 0° представља Екваторијалну орбиту, а 90° представља поларну орбиту).

## Вештачки сателити у хелиосинхроној орбити
- IKONOS
- Landsat
- QuickBird
- CloudSat
- Meteor
- Monitor
- NOAA-N
- Hinode
- Персона
- Ресурс-П